# 闇金ウシジマくん (映画)
『闇金ウシジマくん』（やみきんウシジマくん）は、真鍋昌平による日本の漫画『闇金ウシジマくん』を原作とした日本の映画シリーズ。2010年より毎日放送（MBS）で制作・放送されたドラマ『闇金ウシジマくん』の劇場版となる。2012年8月25日にPart1が、2014年5月16日に続編となるPart2がそれぞれ公開された。その後2016年秋に続編となるPart3とthe Finalがそれぞれ公開された。全作PG12指定。

## 第1作（Part1）
テレビドラマに引き続き、山田孝之主演で映画化。監督はテレビドラマの演出を務めた山口雅俊。公開は2012年8月25日。原作の『ギャル汚くん』および『出会いカフェくん』のエピソードが元となっている。
北米最大の日本映画祭「第6回JAPAN CUTS ジャパン・カッツ!」で大島優子が「Cut Above Award for Outstanding Debut」を受賞した。
2012年8月25、26日の初日2日間で興収7,500万円、動員5万人になり映画観客動員ランキング（興行通信社調べ）で初登場第10位となった。

### キャスト
丑嶋馨
演 - 山田孝之
非合法な金利で金を貸し付けるアウトローの金融屋「カウカウファイナンス」社長。取立てを行った最中に逮捕されてしまう。愛車はアルファードから原作同様ハマーH2に買い換えている。
鈴木未來（すずき みこ）
演 - 大島優子 (当時AKB48)
高校卒業後は就職も進学もせず、母・文江の勤めるスナックでのバイトで生計を立てていた。文江から売春を強要されたことで家出し、出会い系カフェに務めながら生計を立て始めるが、やがてファミレスでのバイトを始めた。
小川純
演 - 林遣都
原作の『ギャル汚くん』に同名の人物が登場するイベントサークル代表。原作との違いは未來の存在と、未來に自らの負債を背負わせた上、カウカウファイナンスから返済するつもりのない借金をしたうえで闇金業を告発し、一時は丑嶋が逮捕される事で踏み倒しを企てたが、出所した丑嶋によって拘束された。最後の最後に立ち直ろうとしている未來を巻き込まないという優しさを見せたが、結局は原作と同じ悲惨な結末を辿った。
高田
演 - 崎本大海
カウカウファイナンス社員。元ホスト。
柄崎
演 - やべきょうすけ
カウカウファイナンス社員。丑嶋の中学時代の同級生。
あつ子
演 - 雪子（現：齋藤悠）
カウカウファイナンス受付・事務員。
大久保千秋
演 - 片瀬那奈
元カウカウファイナンス社員。元AV女優。現在でも丑嶋をはじめとするメンバーを気にかけている。新たな仕事が決まった事への挨拶にカウカウファイナンスを訪れた際、純への取り立てへ向かうメンバーに成り行きで同行してしまうが、同日24時数分前をもって丑嶋に「次の仕事、あるんだろ」と同乗していた車を降ろされ「達者でな」と挨拶されて別れた。以降、千秋の再登場はなかった。
猪股
演 - 岡田義徳
FX長者。一時貧窮に陥っていたときに正規の貸金業から金を借りるが、その債権を丑嶋に回収された挙句、純との会合中に、カウカウファイナンスから取立てを受けたうえに返済方法に関するトラブルでもめた結果、丑嶋から拷問を受けてしまう。
上原
演 - ムロツヨシ
広告代理店勤務。純の先輩。
根岸裕太（ネッシー）
演 - 鈴之助
純の幼なじみ。美人局で生計を立てる小悪党。純とは原作ほどの親密な関係ではない。
まいたん（舞）
演 - 坂ノ上朝美
根岸と一緒に美人局で金を奪う女。
西尾弁護士
演 - 金田明夫
原作の橋爪弁護士に当たる人物。闇金撲滅の集会にオピニオンリーダーとして参加しておきながら、犯罪者にも弁護士をつける権利があるという考えもあり、自身は闇金の釈放の手助けをするなどの行為を行っているため、刑事たちからは、あまり快く思われていない。
石塚ミノル（豚塚）
演 - 手塚みのる
暴走族「駄威我蛙」の総長。純の先輩。バンプスのケツ持ちをしている。
葉山朋子（モコ）
演 - 希崎ジェシカ
看護師。
内田
演 - 内田春菊
101号室に住む老婆。
アキト
演 - 市原隼人
未來のバイト先の先輩。
鈴木文江
演 - 黒沢あすか
未來の母。借金返済のためにパチンコばかりし、未來に金の無心をしている。借金の額は未來が利子を返済しなければならないほど。
鈴木タケル
演 - 遠藤龍匠
未來の歳の離れた弟。常に腹を空かせている。
イケメンゴレンジャイ
演 - 井出卓也（龍雅-Ryoga-）
演 - 工藤大輝（Da-iCE）
演 - 花村想太（Da-iCE）
演 - 森崎ウィン（PrizmaX）
演 - 清水大樹（PrizmaX）
演 - 岩永ジョーイ
イベントサークル「バンプス」の人気グループ。
肉蝮
演 - 新井浩文
自分の暴力欲を満たすため復讐代行業を行っている謎の男。高い凶暴性を秘める。映画版では、現場に自分を特定をされるような証拠を残さないなど知能犯の一面も持っていたり、虐待していた両親を殺害するなどの過去が描かれるなど原作になかった要素が追加されている。

### スタッフ
- 企画・プロデュース・監督 - 山口雅俊
- プロデューサー - 岩倉達哉、村田亮、岡本順哉、丸山博雄
- 協力プロデューサー - 幹九郎
- ラインプロデューサー - 久保理茎
- 監督補 - 毛利安孝
- 撮影 - 西村博光
- 照明 - 常谷良男
- 録音 - 小松将人
- 美術 - 松尾文子
- 衣裳 - 牧亜矢美、山子美鈴
- ヘアメイク - 青木千枝子
- スクリプター - 吉田久美子
- キャスティング - 梅本竜矢
- 編集 - 松尾浩
- 音響効果 - 北田雅也
- 選曲 - 佐藤啓
- 主題歌 - Superfly「The Bird Without Wings」[8]（ワーナーミュージック・ジャパン）
- イメージソング - Superfly「No Bandage」（ワーナーミュージック・ジャパン）
- 助監督 - 井手上拓哉
- 製作担当 - 中円尾直子
- 企画 - ヒント
- 製作プロダクション - S・D・P、アールグレイフィルム
- 宣伝協力 - KICCORIT、DROP
- 配給 - S・D・P
- 製作 - 映画「闇金ウシジマくん」製作委員会（S・D・P、ヒント、小学館、MBS）

## 第2作（Part2）
2014年5月16日、ドラマSeason2の放送終了後に『闇金ウシジマくん Part2』と題して公開。ドラマSeason2に引き続き、山田孝之主演・山口雅俊監督。ドラマSeason2に出演した綾野剛も戌亥役で引き続き出演する。ストーリーは原作の「ヤンキーくん」編をメインに一部「ホストくん」編も取り入れた映画独自のアレンジが展開される。

### キャスト（Part2）
丑嶋馨
演 - 山田孝之
戌亥
演 - 綾野剛
高田
演 - 崎本大海
柄崎
演 - やべきょうすけ
摩耶
演 - 久保寺瑞紀
受付兼事務。原作の「小百合」に相当。
加賀マサル
演 - 菅田将暉
原作の「加賀勝」に相当。カウカウファイナンスの軍資金を狙うヤンキー（無職）。
中盤から明確に丑嶋の敵となるため、原作とは結末が異なる。
愛沢浩司
演 - 中尾明慶
暴走族「愛沢連合」ヘッド。ヘッドとしての面子を保つために犀原から高利の金を借りてしまい、追い詰められていく。
終盤で原作に登場する「鼓舞羅」と同じ行動を取る。
神咲麗
演 - 窪田正孝
『クラブエアー』新人ホスト。原作の「ホストくん」における高田と隼人に相当する。
底辺層だったが、ナンバー1ホストになって困窮する生活から脱出しようとする。
蝦沼
演 - 柳楽優弥
劣悪な環境の産業廃棄物処理現場などで働く日雇い労働者。たまたま道で目にした彩香に一目惚れし、陰湿なストーキングを開始する。
愛沢明美
演 - 木南晴夏
愛沢の妻。暴走族にしがみついて甲斐性のない夫に嫌気がさし、子供をほったらかしてホストクラブに通う。
藤枝彩香
演 - 門脇麦
高校中退のフリーター。喫茶店のバイトとして地道に働いていたが、「ナンバー1ホストになる」という麗の夢を応援するために、体を売り始める。
原作の「愛華」に相当するが、彼女と違って中卒の17歳。
犀原茜
演 - 高橋メアリージュン
闇金融ライノー・ローンの女経営者。丑嶋を過剰にライバル視し、どんな手を使ってものし上がろうと熊倉に取り入り、怪しい商売にも手を染める。丑嶋や的などに冷たい口ぶりで話すが一言話し終わる度に突然ヒステリックにキレて怒鳴る凶暴な女。食事の姿勢が下品で汚ならしい。
原作の「滑皮」の立ち位置にあたる人物。
村井
演 - マキタスポーツ
犀原の腹心の部下。
大成
演 - 相葉裕樹
『クラブエアー』No.1ホスト。客に媚びない接客で、人気を博す。
尚樹
演 - 落合モトキ
『クラブエアー』ホスト。困窮した客に闇金や風俗の仕事を紹介するなど、卑劣な手口を使う。
ユキミ
演 - 本仮屋ユイカ
熊倉が可愛がる高級クラブのホステス。美人だが、バカラ狂いで借金漬け。
熊倉のアニキ
演 - 光石研
若琥会の経理を牛耳っているヤクザ。丑嶋を呼び出し、300万円を無理強いする。
その他
ウソ虫歯/下村：バカリズム…競馬狂の債務者。
里中美奈子：大久保佳代子…ホストクラブの太客。
日野牧子：キムラ緑子…ホストクラブの太客。大物実業家。
丸山光男＝雨男：平田実…父親の年金で、風俗に通う男。『カウカウファイナンス』の債務者。
葉山朋子／モコ／モナコ：希崎ジェシカ…藤枝彩香がエロリーナで働くことになった際、一瞬カメオ出演的に登場。
焼き鳥屋の店主：伊藤正之
ホストクラブのオーナー慶次：徳山秀典
健介：山田健太
仁：黒木辰哉
少年A(15)：西本銀二郎
少年B(14)：畠山紫音
少年C(12)：大崎飛瑠
少年D(15)：板垣瑞生
マサルの母・みどり：屋敷紘子
拉致される男：村尾俊明
拉致される女：若井尚子
愛沢連合の残党：出倉俊輔、土屋恭平、高橋良平、宮島三郎、藤岡信昭
彩香の父：芦川誠
彩香の母：みなみ奈未
彩香の姉：大島なぎさ
若琥会・田所：生島勇輝
若琥会・平井：佐々木一平
若琥会・円山：黒石高大
現場監督：芹澤興人
特選！冷やしカレーを説明する女：福田裕子
クズ呼ばわりされる労働者たち：世志男、春木生、加藤雅人、高橋和貴、山田将太、太田直人、菅原信一、小川達也、永澤伶門
一翔（カズト）：君嶋麻耶
将吾（ショウゴ）：川久保拓司
龍馬（リョーマ）：新倉ケンタ
颯（ハヤテ）：生島翔
麗の母・節子：丸木弥雪
ホストクラブのマネージャー：中村祐樹
アキ：杏さゆり
太客・イヴ：吉川まりあ
私を抱ける？睦美：鈴木智絵
秀子：良田麻美
デリヘル嬢・明日菜：國武綾
太客・牧子の部下たち：山口麻衣加、寺田尚子
大成の太客（エース級）：星野美穂
セクシーな女：水野友加里
驚き叫ぶバニーガール：鈴木咲
債務者（アイアイ）：友松栄
アイアイの妻：藤倉みのり
茜の奴隷くんたち：西村信裕、谷本峰
ウソ虫歯・下村の妻：後藤ユウミ
通帳業者：藤川俊生
AV現場：中村公隆、橋本トシ
喫茶店のウザい先輩店員：松本紘史郎
喫茶店の店員：相馬有紀実
喫茶店の客：清水一彰
出会い系の客：西村雄正
借金まみれの保険屋のオバチャン：柳原純子
セクシーな女連れ：大橋智和
ラーメン通・カズくん：水野直
カズくんの連れ・チヒロ：白石糸
マサルの連れの女たち：まつながひろこ、横町ももこ
その他：小澤廉、REITO、棗、小林涼、今福歳生、大和孔太、井上晧介、黒野慎、KEI、楚南ケンゾー、錦戸梨絵、松﨑結愛、蓮実クレア、橘ひなた、舞咲みくに、玉名みら、大崎美佳、辺見麻衣

### 主題歌
- Superfly「Live」[12]（ワーナーミュージック・ジャパン）

### イメージソング
- Superfly「万華鏡と蝶」（ワーナーミュージック・ジャパン）

### 受賞歴
- 第6回TAMA映画賞[13]
  - 最優秀新進男優賞 - 菅田将暉（『そこのみにて光輝く』、『男子高校生の日常』、『陽だまりの彼女』と合わせての受賞）
  - 最優秀新進女優賞 - 門脇麦（『愛の渦』と合わせての受賞）
- 第88回キネマ旬報ベスト・テン
  - 新人女優賞 （門脇麦、『愛の渦』『シャンティ デイズ 365日、幸せな呼吸』と合わせて）[14]
- 第10回おおさかシネマフェスティバル[15][16]
  - 助演男優賞（菅田将暉、『海月姫』『そこのみにて光輝く』と合わせて）

## 第3作（Part3）
2016年9月22日、ドラマ版Season3の放送終了後に公開。
原作の『フリーエージェントくん』および『中年会社員くん』のエピソードが元となっている。

### キャスト（Part3）
丑嶋馨
演 - 山田孝之
戌亥
演 - 綾野剛
沢村真司
演 - 本郷奏多
ネットビジネス界での成功を目指す派遣労働者。原作における村上仁に相当する。
麻生りな
演 - 白石麻衣（乃木坂46）
新人タレント。沢村と接近していく。
花蓮（花織）　
演 - 筧美和子
加茂が入れあげるキャバクラ嬢。
モネ
演 - 最上もが
カウカウファイナンス受付嬢。
村井
演 - マキタスポーツ
清栄真実
演 - 山田裕貴
天生塾の塾生。
しんこch.
演 - 前野朋哉
天生塾の塾生。
獏木
演 - 矢野聖人
チンピラ集団のリーダー。
苅部
演 - 月見草しんちゃん
真司の古い友達。
モエコ
演 - さくらゆら
苅部の彼女。
瑠璃
演 - 岸井ゆきの
保険外交員。加茂の不倫相手。
曽我部
演 - 水沢紳吾
加茂の同僚。
真司の母
演 - 山下容莉枝
真司の父
演 - 大杉漣
加茂守
演 - 藤森慎吾（オリエンタルラジオ）
不倫にはまるサラリーマン。
加茂の妻
演 - 東加奈子
天生翔
演 - 浜野謙太
ネットビジネスのカリスマ。
罰ゲームの債務者
演 - 児嶋一哉（アンジャッシュ）
K.
演 - 金田誠一郎
セミナーに乱入してきた男
大沼
演 - あらぽん（ANZEN漫才）
農家の人
演 - ガンビーノ小林
探偵
演 - 松浦祐也
犀原茜
演 - 高橋メアリージュン
高田
演 - 崎本大海
柄崎
演 - やべきょうすけ

### 主題歌（Part3）
- Superfly「心の鎧」

## 第4作（ザ・ファイナル）
2016年10月22日、映画版Part3のあと公開。原作の『ヤミ金くん』のエピソードをベースにしている。

### キャスト（ザ・ファイナル）
丑嶋馨
演 - 山田孝之（少年時代：狩野見恭兵）
戌亥
演 - 綾野剛（少年時代：相澤侑我）
竹本優希
演 - 永山絢斗（少年時代：朝陽）
丑嶋の幼馴染。貧困ビジネスに巻き込まれる。
今井万里子
演 - 真飛聖
美容界のカリスマ。
鰐戸三蔵
演 - 間宮祥太朗 (少年時代：三池友弥)
鰐戸三兄弟の三男。制御不能で凶暴な人物。
鰐戸二郎
演 - YOUNG DAIS（少年時代：楡木直也)
鰐戸三兄弟の次男。竹本を貧困ビジネスに誘う。
モネ
演 - 最上もが
甲本直人
演 - 太賀
竹本とともに鰐戸三兄弟の下で働く労務者。財布を落とす女、あやめに恋心を抱く。
「レッド・ペガサス」の初美さん（イメージ）
演 - 湊莉久
あやめ
演 - 天使もえ
財布を落とす女。
村井
演 - マキタスポーツ
榊原
演 - モロ師岡
鰐戸三兄弟の下で働く労務者。つくしの間室長。
鰐戸一
演 - 安藤政信（少年時代：池本啓太）
鰐戸三兄弟の長男。12年前の因縁から丑嶋に復讐を誓う。
都陰亮介
演 - 八嶋智人
弁護士。鰐戸三兄弟と関わりがある。
樫原あむ
演 - 真野恵里菜
都陰法律事務所事務員
犀原茜
演 - 高橋メアリージュン（少女時代：玉城ティナ）
少女時代両親に捨てられ天涯孤独だったところ、「悶主陀亞連合」総長の鮫島に世話され、鮫島の死後は実質的に「悶主陀亞連合」を仕切っていた。
加納
演 - 谷井優貴
高田
演 - 崎本大海
柄崎
演 - やべきょうすけ（少年時代：江口祐貴）
都陰法律事務所CMの女
演 - 尾形沙耶香
カードローンCMの女
演 - 葉加瀬マイ
シロップを噴き上げる男
演 - 岩井ジョニ男（イワイガワ）
三上
演 - 飯田あさと
丑嶋の祖父
演 - 大鷹明良
柄崎の母
演 - 平栗あつみ
5万円借りに来る男
演 - 六角精児

### 主題歌（ザ・ファイナル）
- Superfly「Good-bye」

### イメージソング（ザ・ファイナル）
- Superfly「天上天下唯我独尊」

## エピソード
原作者・真鍋昌平はPart1における大島優子の起用に対して、当初「話題づくりだと思っていた」が、山口雅俊監督から「（大島の）バックボーンから役者としてピンポイントで選んでいる」と聞かされ、また実際に完成した映画を観て「状況とかキャラクターのことをすごく理解して演じているんだなと思った」と彼女の演技を評価し、考えを改めたと発言している。
Part1においては、夕方以降、レイトショーでの動員が多く、7割以上の劇場でレイトショーに最高動員数を記録していると報道された。